# Hunîci, Ovruci
Hunîci (în ucraineană Гуничі) este un sat în comuna Rakivșciîna din raionul Ovruci, regiunea Jîtomîr, Ucraina.

## Demografie
Componența lingvistică a localității Hunîci
     Ucraineană (98,83%)
     Alte limbi (1,16%)
Conform recensământului din 2001, majoritatea populației localității Hunîci era vorbitoare de ucraineană (98,83%), existând în minoritate și vorbitori de alte limbi.